# Jaanus Marrandi
Jaanus Marrandi (ur. 23 marca 1963 w Paide) – estoński polityk, minister rolnictwa w latach 2002–2003, przewodniczący Związku Ludowego w okresie 2007–2008.

## Życiorys
Ukończył w 1981 szkołę średnią w Türi. W 1986 został absolwentem Estońskiej Akademii Agrokulturalnej. Pracował jako inżynier ds. irygacji, w latach 90. był prezesem i wiceprezesem zarządu spółki prawa handlowego OÜ Estonia. Od 1993 do 2002 pełnił funkcję przewodniczącego rady miejscowości Oisu.
W 1998 wstąpił do Estońskiej Partii Centrum, w 1999 i 2003 z jej listy uzyskiwał mandat posła do Zgromadzenia Państwowego IX i X kadencji. W okresie 2002–2003 sprawował urząd ministra rolnictwa w rządzie Siima Kallasa. W 2004 opuścił centrystów, rok później dołączył do Estońskiego Związku Ludowego. Z jego listy w wyborach w 2007 uzyskał reelekcję do Riigikogu XI kadencji.
W tym samym roku wybrano go na przewodniczącego ludowców. Stanowisko to zajmował przez okres roku, w 2008 został zastąpiony przez Karela Rüütliego. W 2010 przeszedł do Partii Socjaldemokratycznej. W wyniku wyborów w 2015 powrócił do parlamentu.

## Odznaczenia
- Medal Rady Bałtyckiej – 2002[2]